# 拜金主义
拜金主義（英語：Money worship）是一種「在社會上，無錢萬萬不能」與「金錢至上」的價值觀。這種價值觀被認為起源於資本主義鼓勵人類追求自我物質利益的思想主張，而許多廣告，以及流行文化也被認為有助長社會整體拜金主義風氣的作用。刻板印象中拜金常與女性產生關連，進而有「拜金女」一說。但刻板印象未必正確，也未必能精確描述一個群體的人。
幾乎所有的文化都反對貪婪、認為貪婪是不道德的；但「享受現世生活」及「擁有充足的財富」等，在Shalom H. Schwartz等人對普世價值的研究中，被發現是可能的普世價值之一；另外Donald Brown的《普世人性》一書中，也將materialism列入普世文化通則的列表中。也就是說，任何的文化在可能一定程度上都有重視物質生活的傾向。

## 評價
拜金主義經常引起許多批評，尤其被抨擊成造成現代社會物欲橫流、道德淪喪的象徵之一。批評者認為，拜金主義者太過強調金錢的重要性，以致於拜金主義者變得唯利是圖、對許多事物經常只看得到表面，看不到其內涵、精神層面也極為空虛；甚至為金錢和物質享受，不惜出賣自己人格尊嚴和犧牲他人，以不正當手段獲取金錢。導致社會不公平，使循正當途徑付出努力的人得不到應有的回報。
然而也有人認為，追求更舒適、更富裕的生活是所有人類的本性，而拜金主義不過是在現代資本主義社會的風氣下，人類此種本性的一種反映而已。這點從「有錢能使鬼推磨」、「人為財死，鳥為食亡」、「瞎子見錢眼也開」和「有錢一條龍，無錢一條蟲」等諺語即可略見一斑。
如上所言，幾乎所有的文化都反對貪婪，但幾乎所有的文化也多少都有重視現世享樂與物質的成分。

## 資料來源
1. ↑  Charming Brand Talks. . Womany女人迷. 吾思傳媒股份有限公司.   [2023-12-06]. （原始内容存档于2023-12-07）.
2. ↑  Long Wang; J. Keith Murnighan.  (PDF). The Academy of Management Annals. 2011-06, 5 (1): 279–316  [2023-12-06]. doi:10.1080/19416520.2011.588822. （原始内容存档 (PDF)于2022-07-09）.
3. ↑  Schwartz, S. H. . Journal of Social Issues. 1994, 50 (4): 19–45.
4. ↑  .   [2023-12-06]. 原始内容存档于2012-06-30.